# George Montagu-Dunk (2e comte d'Halifax)
George Montagu-Dunk (6 octobre 1716 - 8 juin 1771) est un homme d'État britannique de l'époque géorgienne. En raison de son succès dans l'extension du commerce américain, il devient connu comme le "père des colonies" . Président de la Chambre de commerce de 1748 à 1761, il aide à la fondation de la Nouvelle-Écosse en 1749, la capitale Halifax étant nommée en son honneur. Lorsque le Canada fut cédé à la Grande-Bretagne par le roi de France, en vertu du traité de Paris de 1763, il en réduisit les frontières et le renomma « Province of Quebec ».

## Biographie
Fils de George Montagu, il est appelé vicomte Sunbury jusqu'à ce qu'il succède à son père comme comte d'Halifax en 1739 (ainsi appelé également usuel Lord Halifax). Éduqué au Collège d'Eton et au Trinity College, Cambridge, il s'est marié en 1741 avec Anne Richards (décédée en 1753), qui a hérité d'une grande fortune de Sir Thomas Dunk, dont il a pris le nom.

## Carrière

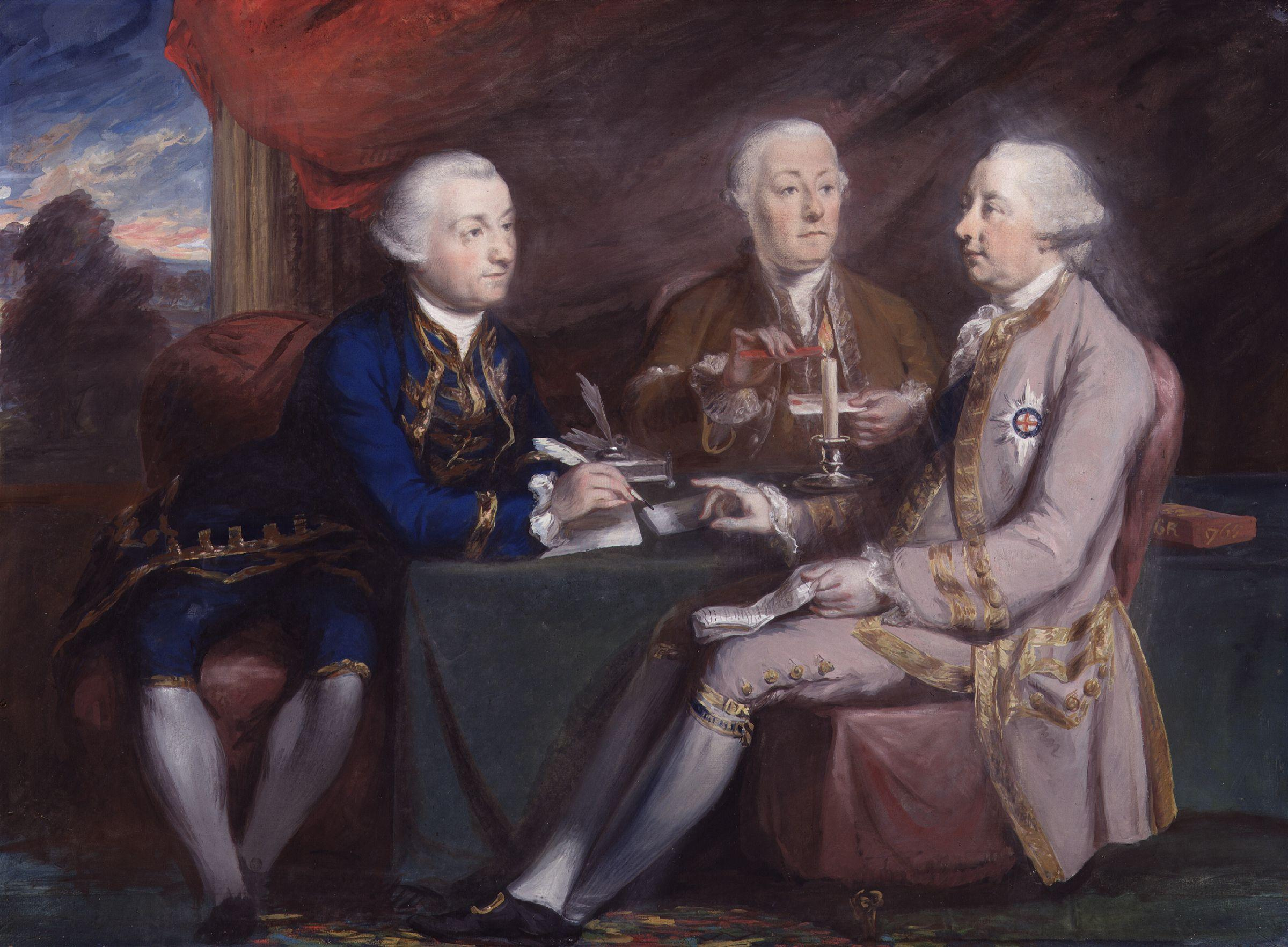
Le comte d'Halifax et ses secrétaires

Après avoir été fonctionnaire au service de Frédéric de Galles, il est nommé maître des Buckhounds et, en 1748, il devient président de la chambre de commerce (Board of Trade and Plantations). Tout en occupant ce poste, il aide à fonder Halifax, la capitale de la Nouvelle-Écosse, qui est nommée en son honneur, et il favorise les échanges commerciaux, notamment avec l'Amérique du Nord.
À peu près à la même époque, il tente sans succès de devenir secrétaire d’État, mais ne peut faire partie du Cabinet qu’en 1757. En mars 1761, il est nommé Lord lieutenant d'Irlande et, pendant une partie du mandat qu'il occupe, il est également Premier Lord de l'Amirauté.
Devenu secrétaire d'État du département du Nord sous Lord Bute en octobre 1762, il passe au département du Sud en 1763 et est l'un des trois ministres à qui le roi George III a confié la direction des affaires pendant le mandat du premier ministre de George Grenville. En 1762, à la recherche de preuves de sédition, il autorise une perquisition chez John Entick, déclarée illégale dans l'affaire Entick v. Carrington .
En 1763, il signe le mandat général «des auteurs, imprimeurs et éditeurs» du numéro 45 du North Briton, en vertu duquel John Wilkes et 48 autres furent arrêtés et pour lequel, six ans plus tard, les tribunaux firent payer à Halifax des dommages-intérêts. Il est également principalement responsable de l'exclusion du nom de la mère du roi, Augusta de Saxe-Gotha-Altenbourg, du Regency Bill de 1765.
En juillet 1765, Halifax quitte ses fonctions avec ses collègues et revient au Cabinet comme Lord du sceau privé sous son neveu, Lord North, en janvier 1770. Il venait de retrouver son poste de secrétaire d'État à sa mort.

## Cricket
Comme ses amis John Russell et John Montagu, Halifax est passionné de cricket. Il s'est engagé dans ce sport en 1741, lorsqu'il dirige le Northamptonshire dans un match contre le Buckinghamshire à Cow Meadow, à Northampton. Au cours de la même saison, Sandwich et Halifax forment l’équipe Northamptonshire & Huntingdonshire qui bat deux fois le Bedfordshire, d’abord à Woburn Park, puis à Cow Meadow,.

## L'héritage

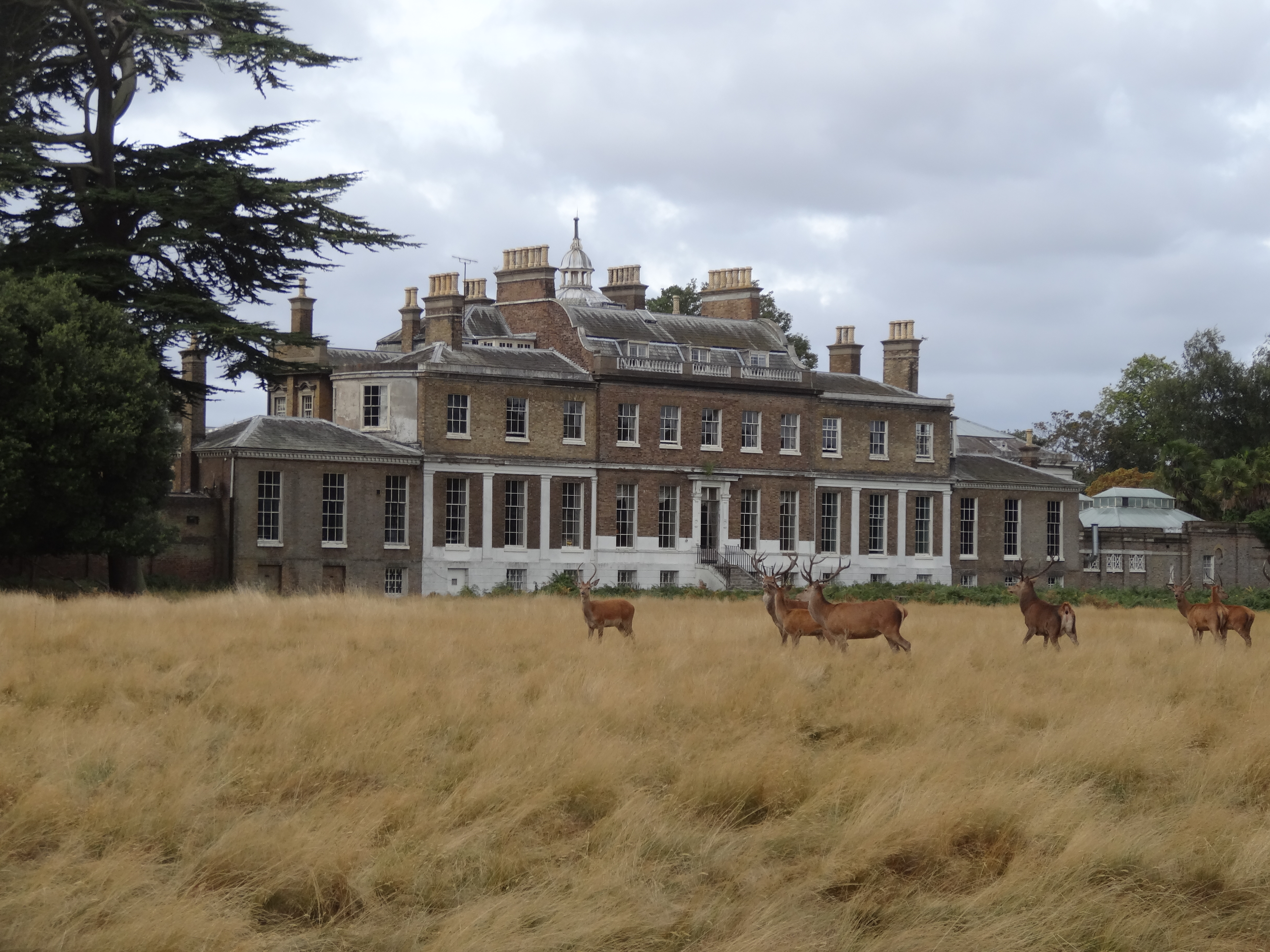
Hampton Court House, vue du Bushy Park avec des rennes rouges.

### Impact social, moral et culturel
Halifax, qui était Lord-Lieutenant du Northamptonshire et lieutenant général, était très extravagante. Lors de l'élection à la Chambre des communes pour la circonscription de Northampton en 1768, il a dépensé 150 000 livres sterling pour soudoyer les électeurs afin qu'ils soutiennent son candidat, George Brydges Rodney, et a été financièrement ruiné par cet effort.
Il était le mécène politique du dramaturge et fonctionnaire Richard Cumberland. Il n'a pas laissé d'enfants mâles légitimes, et ses titres se sont éteints à sa mort. Horace Walpole, 4e comte d'Orford, a parlé de lui et de sa maîtresse, Anna Maria Faulkner, en termes peu élogieux, y compris en alléguant que Halifax avait « vendu tous les emplois de son don ». Sa maîtresse était restée discrète pendant qu'il était en Irlande, mais il semblerait qu'elle ait vendu des postes.

### La politique
Halifax est opposé à l'esclavage et a refusé d'investir son argent dans toute cause liée à la traite transatlantique des esclaves. En de nombreuses occasions, les colons d'Amérique du Nord sont entrés en conflit avec le Parlement et à chacune de ces occasions, il a exprimé publiquement son soutien aux colons. Ce soutien lui permet de devenir une figure populaire dans les colonies britanniques d'Amérique du Nord, y compris la province de la baie du Massachusetts, la province de Caroline du Nord  et la colonie de Virginie. Halifax a soutenu l'extension de la franchise afin qu'une plus grande partie de la population de la Grande-Bretagne puisse voter aux élections parlementaires. 

### Mémoriaux
Halifax a été enterré dans l'église paroissiale de Horton, dans le Northamptonshire ;  un buste en effigie et une plaque se trouvent dans le transept nord de Abbaye de Westminster. Un obélisque est érigé à Chicksands Wood en  la paroisse de Haynes, Bedfordshire, inscrite à sa mémoire.

### Collections
L'University College London détient plus de 4000 tracts dans ses collections Lansdowne et Halifax, Ce dernier porte le nom de Halifax. Les traités ont été publiés en Angleterre entre 1559 et 1776, et concernent l'union entre l'Angleterre et l'Écosse, la guerre civile et la restauration.

### Lieux apparentés
La municipalité de Halifax et le comté de Halifax, en Nouvelle-Écosse, sont nommés en son honneur, tout comme la rivière Halifax en Floride centrale ; la ville de Halifax et le comté de Halifax, Caroline du Nord ; Halifax, Virginie, Halifax, le Vermont aux États-Unis et l'île de Dunkerque au Royaume-Uni. Queensland et Montague Island en Nouvelle-Galles du Sud.